# Municipio de Garfield (condado de Kalkaska)
El municipio de Garfield (en inglés: Garfield Township) es un municipio ubicado en el condado de Kalkaska en el estado estadounidense de Míchigan. En el año 2010 tenía una población de 804 habitantes y una densidad poblacional de 2,91 personas por km².

## Geografía
El municipio de Garfield se encuentra ubicado en las coordenadas 44°33′20″N 85°1′44″O / 44.55556, -85.02889. Según la Oficina del Censo de los Estados Unidos, el municipio tiene una superficie total de 276.43 km², de la cual 274,95 km² corresponden a tierra firme y (0,54 %) 1,48 km² es agua.

## Demografía
Según el censo de 2010, había 804 personas residiendo en el municipio de Garfield. La densidad de población era de 2,91 hab./km². De los 804 habitantes, el municipio de Garfield estaba compuesto por el 98,38 % blancos, el 0,75 % eran amerindios, el 0,12 % eran de otras razas y el 0,75 % eran de una mezcla de razas. Del total de la población el 0,75 % eran hispanos o latinos de cualquier raza.